# Maszák Hugó
Maszák Hugó, 1887-től Szegedy-Maszák Hugó (Nagyenyed, 1831. augusztus 10. – Budapest, 1916. augusztus 28.) író, újságíró, festőművész, grafikus, litográfus. Az apósa Barabás Miklós volt.

## Életpályája
Nagyenyedi diákként harcolt az 1848–49-es forradalom és szabadságharcban, de a  román népfelkelők által 1849. január 8-án végrehajtott vérengzés után elmenekült a városból, és csak 1851-ben folytatta tanulmányait a nagyenyedi főiskolán. Nagyenyeden házitanító és tanár volt. 1857-ben Pesten, Barabás Miklós tanítványa. 1858–1859 között a Vasárnapi Ujságban illusztrációs képeket készített. 1861-től újságíró lett; előbb a Magyarország, majd a Pesti Napló és az Ország munkatársaként (1861–1865). 1863-ban báró Kemény Zsigmonddal beutazta Németországot és Dániát. 1865-ben Franciaországban és Olaszországban járt. 1865–1868 között az országgyűlési gyorsirodában dolgozott. 1864-ben Magyar Képzőművész, 1868-ban Műcsarnok címmel indított művészeti lapokat, de ezeket csak rövid ideig tudta fenntartani. 1867-ben Párizsban és Londonban is megfordult. 1868–1884 között a főrendiház és a delegáció naplószerkesztője volt. 1870-ben az állami tanítóképzőben szépírást és rajzot tanított. 1878–1889 között a Magyar Országos Képzőművészeti Tanács jegyzője volt. 1884-ben Egyesy Gézával megalapította az Országgyűlési Tudósító, 1870-ben pedig az Ungarische Post című kőnyomatost. 1880-ban Egyesy Gézával létrehozta a Magyar Távirati Irodát (MTI), amelyet 1898-ig vezetett. 1887-ben nemességet kapott.
Leginkább arcképeket festett, litográfiákat készített: sok fametszete jelent meg a Vasárnapi Újságban. Sírja a Fiumei úti sírkertben található (20-2-61).

## Családja
Szülei: Maszák János a kolozsvári zenede igazgatója és Szegedy Zsuzsanna voltak. 1866. február 10-én házasságot kötött Barabás Miklós festőművész lányával, Barabás Ilona (1844–1929) festőművésszel. Tíz gyermekük született: Aladár (1867–?), Maszák Elemér (1868–1953) orvos, Tihamér Antal (1870–?), Ilona Róza (1871–1872), Árpád János (1872–1930) kereskedő, Szegedy-Maszák Leona (1874–?) festőművész, Viola Petra Mária (1876–?), Flóra Zsuzsanna Ilona (1878–?), Miklós Ferenc Hugó (1881–1898) és Zsuzsa Hermina Alice (1882–?). Barabás Henriette festő sógora. Túry Gyula (1866–1932) festő apósa.

## Művei
- Wegweiser bei dem Elementarunterrichte im Zeichen. Leitfaden für den Volksschullehrer. 1. (Útmutató az elemi rajztanításban); németre ford. A. Lederer; Druck. Univ., Budapest, 1876
- Barabás művészi pályája. Verses elbeszélés; Pallas Ny., Budapest, 1887
- Fordulat a rajzoktatás terén; Pesti Ny., Budapest, 1906
- Panaszok a nyelvrontás miatt. Levonatok "Az Újság"-ból toldalékokkal; Athenaeum Ny., Budapest, 1910
- A budai honvédsírnál 1912. évi május hó 21-én rendezett ünnepély alkalmával elmondott beszéd; Athenaeum Ny., Budapest, 1912